# オダム (高速輸送艦)
|          |                                                          |
| 艦歴     |                                                          |
| 発注     |                                                          |
| 起工     | 1943年10月15日                                           |
| 進水     | 1944年1月19日                                            |
| 就役     | 1945年1月12日                                            |
| 退役     | 1946年11月15日                                           |
| その後   | 1966年11月1日もしくは12月1日                             |
| 除籍     | チリに移管                                               |
| 性能諸元 |                                                          |
| 排水量   | 1,400トン                                                |
| 全長     | 306 ft (93 m)                                            |
| 全幅     | 36 ft 10 in (11.23 m)                                    |
| 吃水     | 13 ft 6 in (4.11 m) 最大                                 |
| 機関     | ターボ・エレクトリック 2軸推進（12,000 shp）             |
| 最大速   | 24ノット (44 km/h; 28 mph)                               |
| 航続距離 | 6,000 カイリ (11,112 km) 12ノット時 (22 km/h; 14 mph)    |
| 乗員     | 士官、兵員186名                                          |
| 兵装     | 5インチ砲1門 40mm対空砲6門 20mm対空砲6門 爆雷投下軌条2軌 |

オダム (USS Odum, DE-670/APD-71) は、アメリカ海軍の高速輸送艦。チャールズ・ローレンス級高速輸送艦の1隻。艦名はジョゼフ・R・オダム一等兵に因む。

## 艦歴
オダムは1943年10月15日にバックレイ級護衛駆逐艦の1隻としてテキサス州オレンジのコンソリデーテッド・スチール社で起工した。1944年1月19日にキャサリン・オダム（オダム一等兵の母親）によって命名、進水した。
オダムは1944年6月27日にチャールズ・ローレンス級高速輸送艦の1隻として APD-71 に艦種変更された。変更後1945年1月12日に艦長ジョン・A・クロムリー少佐の指揮下就役した。

### 第二次世界大戦
バミューダ沖での整調後、オダムはパナマ運河を通過しカリフォルニア州サンディエゴに到着した。同地を1945年5月16日に出航、ハワイに向かう。マウイ島沖での揚陸戦訓練を終え、水中破壊チームの装備を乗せて西太平洋での任務に向かう。グアム島で積み荷を降ろし、ウルシー環礁に移動、同地でレイテ島に向かうコート・バロー (SS Kote Baroe) を護衛し、1945年2月29日に到着した。レイテ島から再び護衛任務でウルシー環礁に戻り、続いてニューギニアのホーランジアに向かい、その後レイテ島に帰還した。

### 戦後
日本降伏後の8月中旬にオダムはレイテ島で第33任務部隊に加わり、8月31日に日本の占領を担当する上陸部隊を輸送した。9月8日に日本に到着し、連合国軍捕虜をフィリピンに送り届けるため9月12日に出航した。
オダムは極東に留まり、日本占領の支援を11月後半まで行った。本国に帰還すると大西洋艦隊に配属となり、第2輸送戦隊で東海岸沿いおよびキューバ沖、プエルトリコ沖での任務に従事、その後1946年7月26日に不活性化のためサウスカロライナ州チャールストンのチャールストン海軍造船所に入渠、続いて退役のためフロリダ州グリーンケーブスプリングスに向かった。
オダムは1946年11月15日にグリーンケーヴスプリングスで退役し、セントジョンズ川の大西洋予備役艦隊フロリダ・グループで保管された。その後大西洋予備役艦隊テキサス・グループに移動され、不活性状態のまま20年間保管された。オダムは1966年11月1日または12月1日に除籍された。

### チリ海軍で
オダムは1966年11月15日に防衛援助計画に基づきチリに売却された。チリ海軍ではセラーノ (ACH Serrano, APD-26) と改名され就役した。その後1984年に退役、スクラップとして廃棄された。